# Københavns Havn
 For alternative betydninger, se Københavns Havn (flertydig). (Se også artikler, som begynder med Københavns Havn)
Københavns Havn er havnen beliggende i København. Den strækker sig i dag fra Svanemøllebugten i nord til Sjællandsbroen i syd og ejes af Københavns Havn A/S. Selve havnedriften varetages dog af Copenhagen Malmö Port AB (CMP), som ejes af By & Havn (tidligere Arealudviklingsselskabet) og Malmö Hamn AB.
Havnen er opdelt i områder:
| - Nordhavnen - Refshaleøen - Søndre Frihavn - Inderhavnen | - Holmen - Sydhavnen - Prøvestenen |

Der sker til stadighed store ændringer, eksempelvis er store dele af indre havn omdannet til bolig- og forretningsområder.

## Historie
Byen opstod som en havn langt tilbage i den tidlige middelalder, og på et tidspunkt blev den kongens ejendom. Christian 4. flyttede Orlogsværftet fra Bremerholm (København) til det nuværende Holmen, hvor også Flådens Leje blev placeret. Senere konger lod Holmen yderligere bebygge, bl.a. Frederik 5. med mastekranen.
I 1742 blev havnen gjort til en selvejende institution og bestod uændret til 1812, hvor der blev oprettet en central administration af "Havne- og Opmudringsvæsenet". Først i 2000 blev det nuværende Københavns Havn A/S oprettet efter en retssag mellem staten og den selvejende institution.

En særlig del af havnen spillede en væsentlig rolle, nemlig Frihavnen, som var et toldfrit område.
I 1908 blev der lavet en film En Tur gennem Københavns Kanaler med ukendt instruktør, der er en guidet tur gennem Københavns kanaler og Inderhavnen. Filmen har karakter af en havnerundfart, men med fokus på datidens aktive havn og karakteristiske steder, men kun i mindre omfang egentlige seværdigheder.

## Ledelse (oprindeligt betitlet havnekaptajn, siden adm. direktør)
(listen er ikke komplet)
- 1860-1872 Janus August Garde.
- 1872-1895 F.V.W. Lüders.
- 1896-1914 Christian Frederik Drechsel.
- 1914-1917 H.C.V. Møller
- 1917-19xx Thorvald Borg.
- 1945-1955 Mogens Blach.
- 1939-1958 Hans Thøgersen
- 1982-1997 Erik Schäfer.
- 1997-2005 Henning Hummelmose.
- 2005-2007 Karl-Gustav Jensen.

Derefter overgik havnen til By & Havn.

## Galleri
- Udsigt over Nordhavnen med UNICEF's nu nedrevne verdenslager i forgrunden.
- Københavns Havn. Inderhavnen. 2001.
- Frederik 5.s mastekran på Holmen i Københavns havn.